# NGC 754
NGC 754 è una galassia ellittica situata nella costellazione dell'Eridano, a una distanza di circa 286 milioni di anni luce dalla nostra Via Lattea.

## Scoperta
La galassia è stata scoperta il 27 ottobre 1834 dall'astronomo britannico John Herschel.